# Neeme Järvi
Neeme Järvi, estonski dirigent, * 7. junij 1937, Talin, Estonija.
Od leta 1987 je državljan ZDA.
Neeme Järvi je glasbo študiral v Talinu, kasneje pa v Leningradu (dirigiranje med drugimi pri Jevgeniju Mravinskem). V začetku svoje kariere je deloval kot dirigent Simfoničnega orkestra estonske RTV, estonskega narodnega simfoničnega orkestra in opere v Talinu. Leta 1971 je osvojil prvo nagrado na Mednarodnem tekmovanju dirigentov v Rimu. Leta 1980 je z družino emigriral v ZDA, ameriški državljan je postal leta 1987. V svetovnem merilu sodi med najvidnejše dirigente svojega časa.